# Ro (taal)
Ro is een kunsttaal, die in de jaren 1904-1908 door de Amerikaanse dominee Edward Powell Foster (1853-1937) en zijn vrouw werd ontworpen. De taal kan worden gerekend tot de filosofische talen, dat wil zeggen dat de woordenschat geheel volgens een systeem van categorieën is opgebouwd. Zo is bofoc het woord voor "rood", bofof het woord voor "geel" en bofod het woord voor "oranje", waarbij de stam bofo- dient als bindend element voor alle kleuren. Foster ontwierp dit systeem omdat hij zich erover verbaasde, dat de samenstelling van een woord niet de geringste indicatie gaf van de betekenis. Het was hem er expliciet niet om te doen een "betere" taal te maken.
Aanvankelijk genoot het Ro de steun van enkele invloedrijke Amerikanen, waaronder Melvil Dewey. Toch blijkt de taal in de praktijk ongeschikt te zijn voor internationale communicatie, zowel omdat de agglutinerende grammatica haar moeilijk te leren maakt alsook omdat woorden vaak moeilijk van elkaar te onderscheiden zijn: door één medeklinker te veranderen krijgt een woord een andere betekenis, zonder dat uit de context blijkt welke betekenis de juiste is.
Overigens is Ro allerminst enig in zijn soort: ten tijde van de Verlichting werden vele filosofische talen met een a priori-woordenschat vervaardigd.

## Voorbeeld
De eerste regels van het Onze Vader:
Abze radap av el in suda, 
ace rokab eco sugem, 
ace rajda ec kep, 
ace va eco, uz in suda asi in buba.